# Elisabethkirche (Danzig)

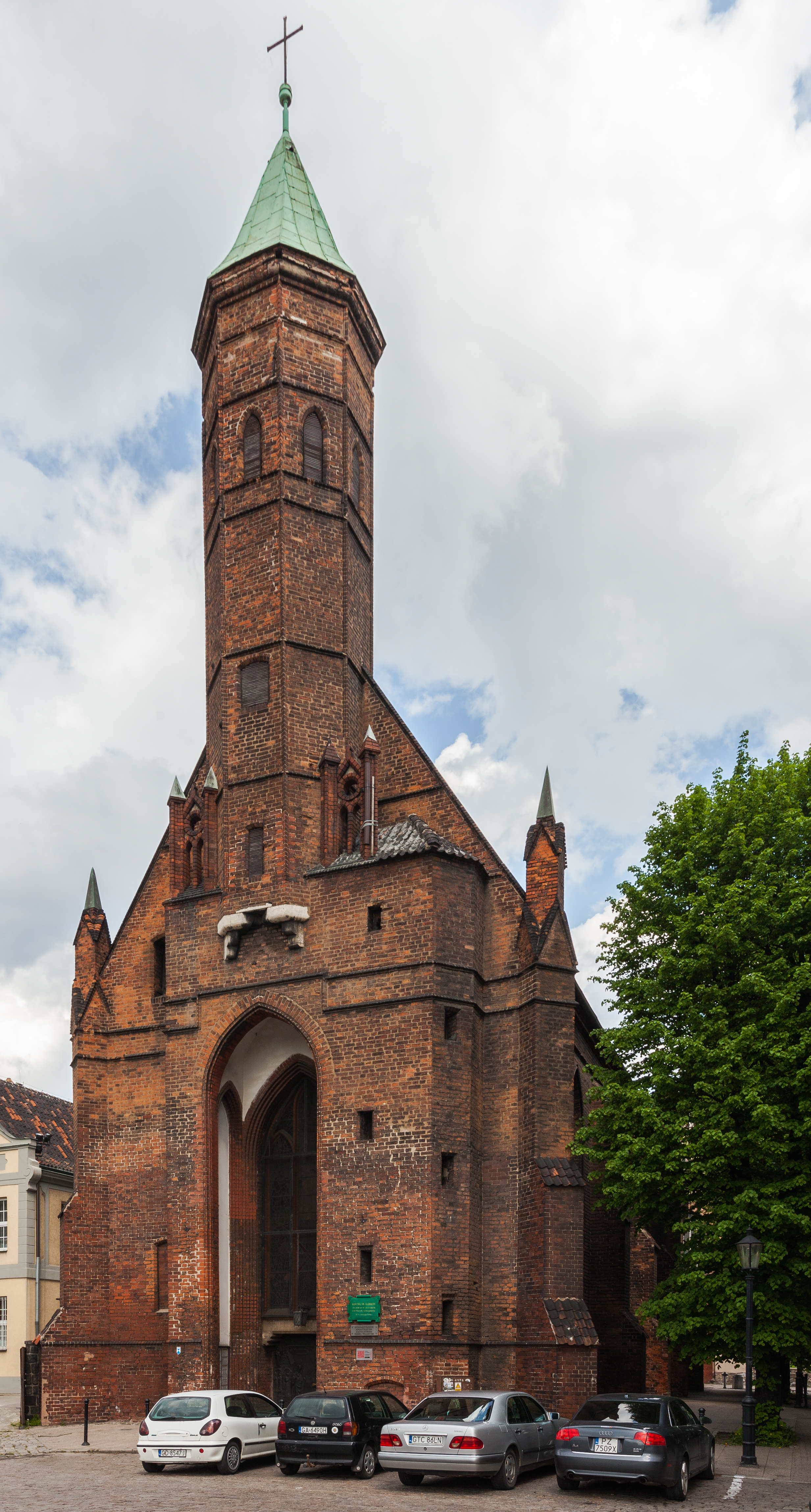
Elisabethkirche Danzig (2013)

Die Elisabethkirche in Danzig (polnisch Kościół św. Elżbiety w Gdańsku) war 1622 bis 1820 zweite Kirche der Danziger Evangelisch Reformierten Kirche.

## Geschichte

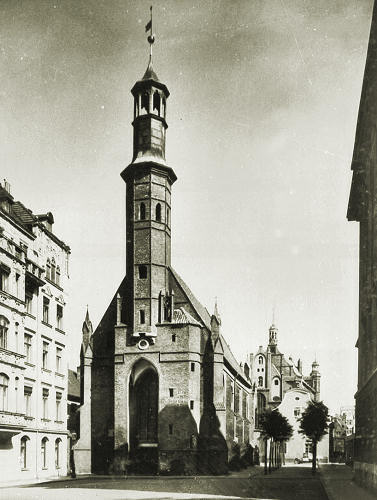
Elisabethkirche um 1900

1393 und 1394 wurde beim bestehenden Armenhaus die St.-Elisabeth-Kapelle errichtet. Das Armenhaus wurde zum Spital umfunktioniert.
1417 wurde der Bau der heutigen Elisabethkirche beendet. Später entstand der Glockenturm.
Während des 1547 begonnenen Stadtwallbaus wurden einige Spitalgebäude abgebrochen und der Friedhof geschlossen. Der Haupteingang zur Kirche wurde zugemauert.
1557 wurde die Kirche von der Danziger Evangelisch Reformierten Kirche übernommen, die das Gebäude bis 1820 behielt.
1603 bis 1618 war in der Kirche der Geistliche Jakob Adam tätig.
Von 1844 bis 1945 diente die Elisabethkirche als Garnisonkirche. Ende des 19. Jahrhunderts wurde der Stadtwall abgerissen.
Während des Zweiten Weltkrieges erlitt das Gebäude Anfang April 1945 erhebliche Schäden. Die Kirche mit den Spitalgebäuden brannte aus.
Die Kirche wurde dem polnischen Pallottinerorden (Gesellschaft des Katholischen Apostolates) übergeben.
1947 wurde die wiederaufgebaute Kirche eingeweiht. 1956 bis 1958 nach der Polnischen Oktoberwende 1956 wurde der Wiederaufbau der Spitalgebäude genehmigt, die seitdem der Kirche dienen. Die Kirche wurde in das Verzeichnis der Baudenkmäler der Woiwodschaft Pommern am 6. September 1971 unter der Nummer A-545 eingetragen. 1993 wurde der Innenraum der Kirche gründlich renoviert.

## Architektur
Das gotische Kirchengebäude aus Backstein ist einschiffig, mit einem Turm an der Hauptfassade und einer rechteckigen Apsis, einem Sterngewölbe sowie einer seitlich angebauten Kapelle.
Im Gegensatz zu der einfachen Hauptfassade, ist die Apsis mit einem reich verzierten Giebel ausgestattet.
Beide Seitenfassaden haben je vier Fensterachsen. Der Turm trägt heute ein einfaches Zeltdach, auf einer Aufnahme aus den 1900er Jahren war ein hoher Turmaufbau mit einer Gloriette sichtbar. Das Kirchenschiff und die Apsis haben mit Dachziegeln gedeckte Satteldächer.
Die bronzene Eingangstür ist 1987 entstanden. Darauf deutet das Datum 12.VI.1987. Es handelt sich um die Darstellung der Christianisierung Polens im Jahre 966. Das Wort „Chrzest“ bedeutet „Taufe“. Rechts kniet der Herzog Mieszko I. von Polen. Der links dargestellte Hl. Bischof Adalbert von Prag kam erst 30 Jahre später nach Polen.

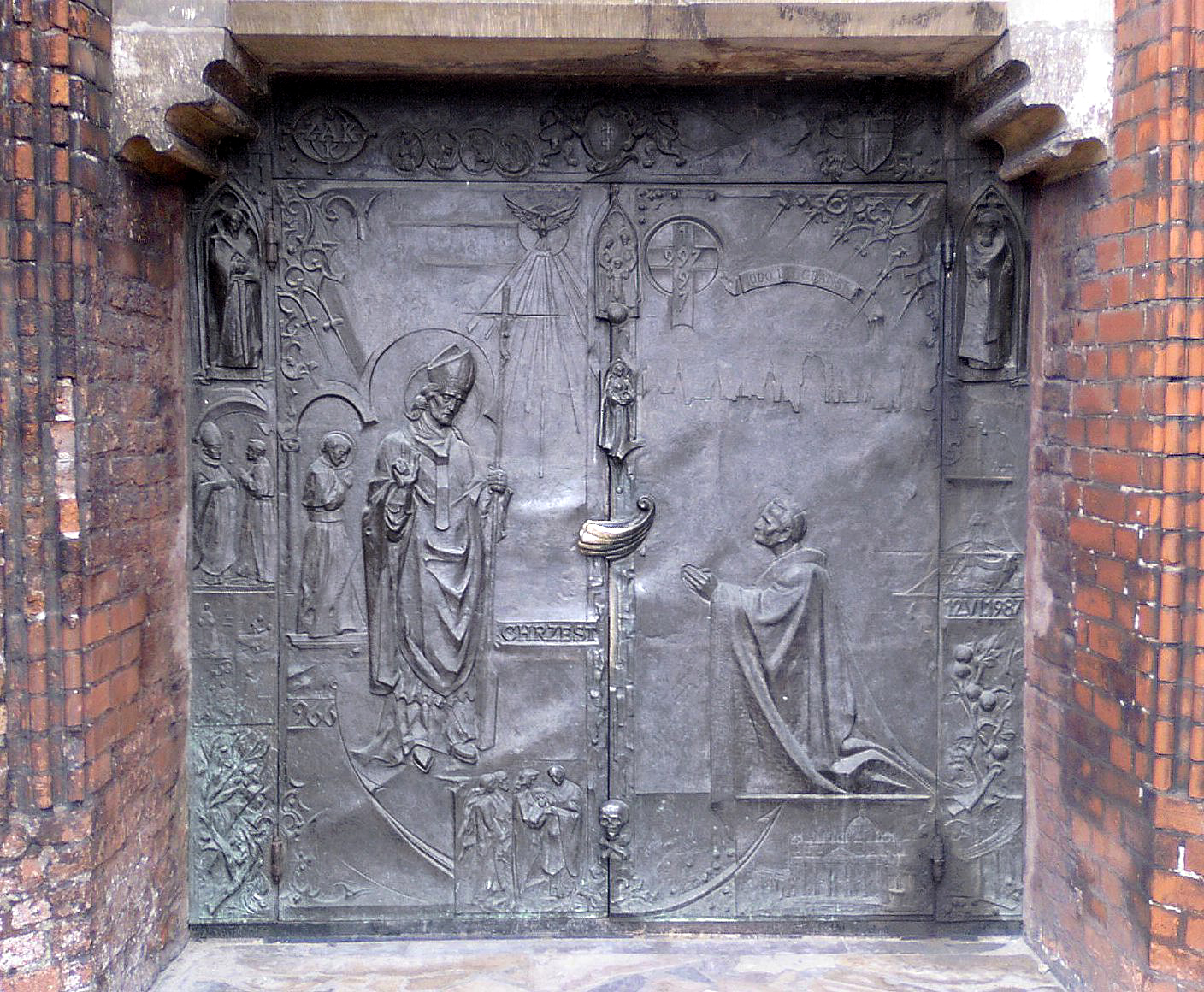
Die Bronzetür
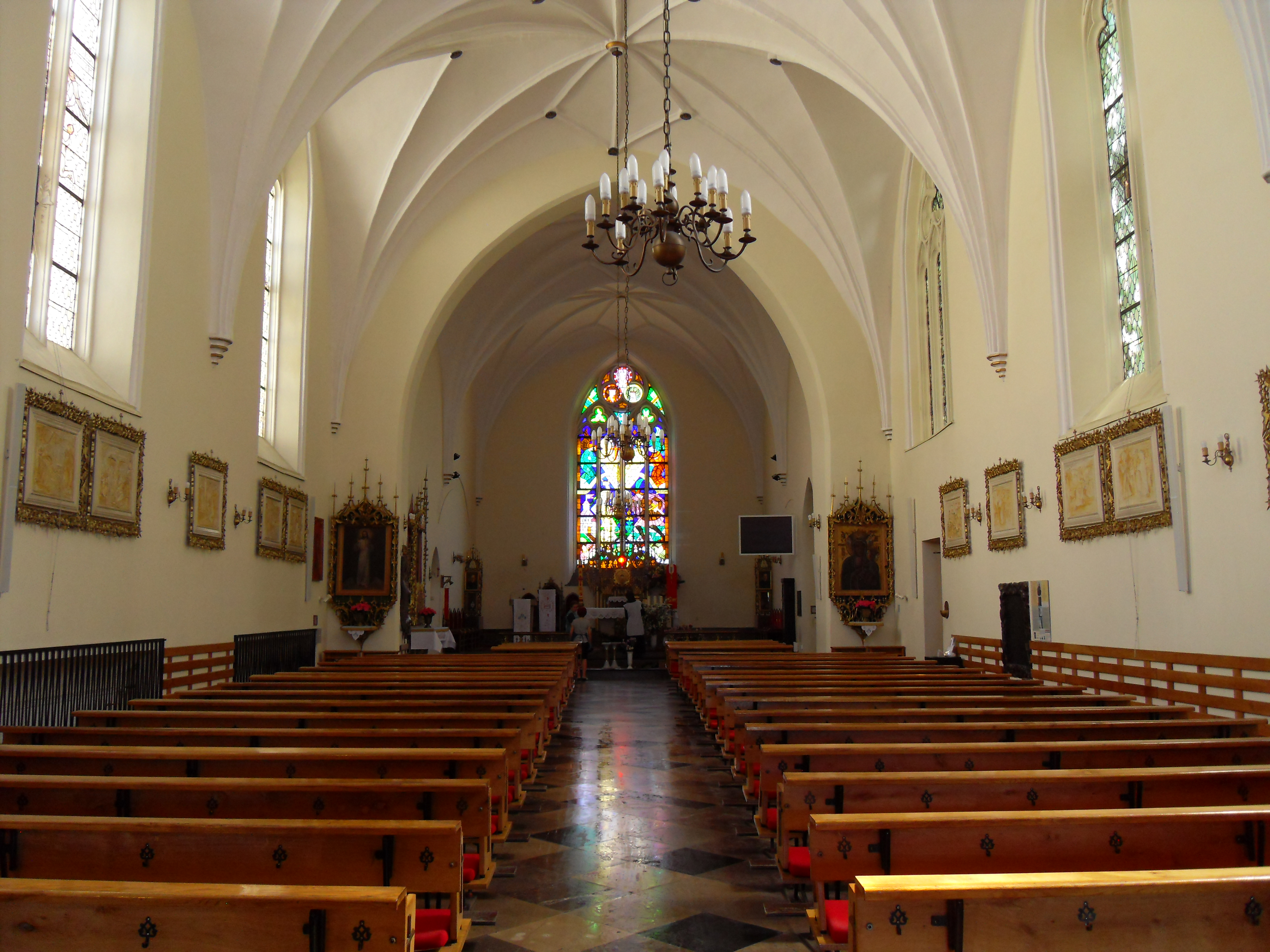
Innenraum
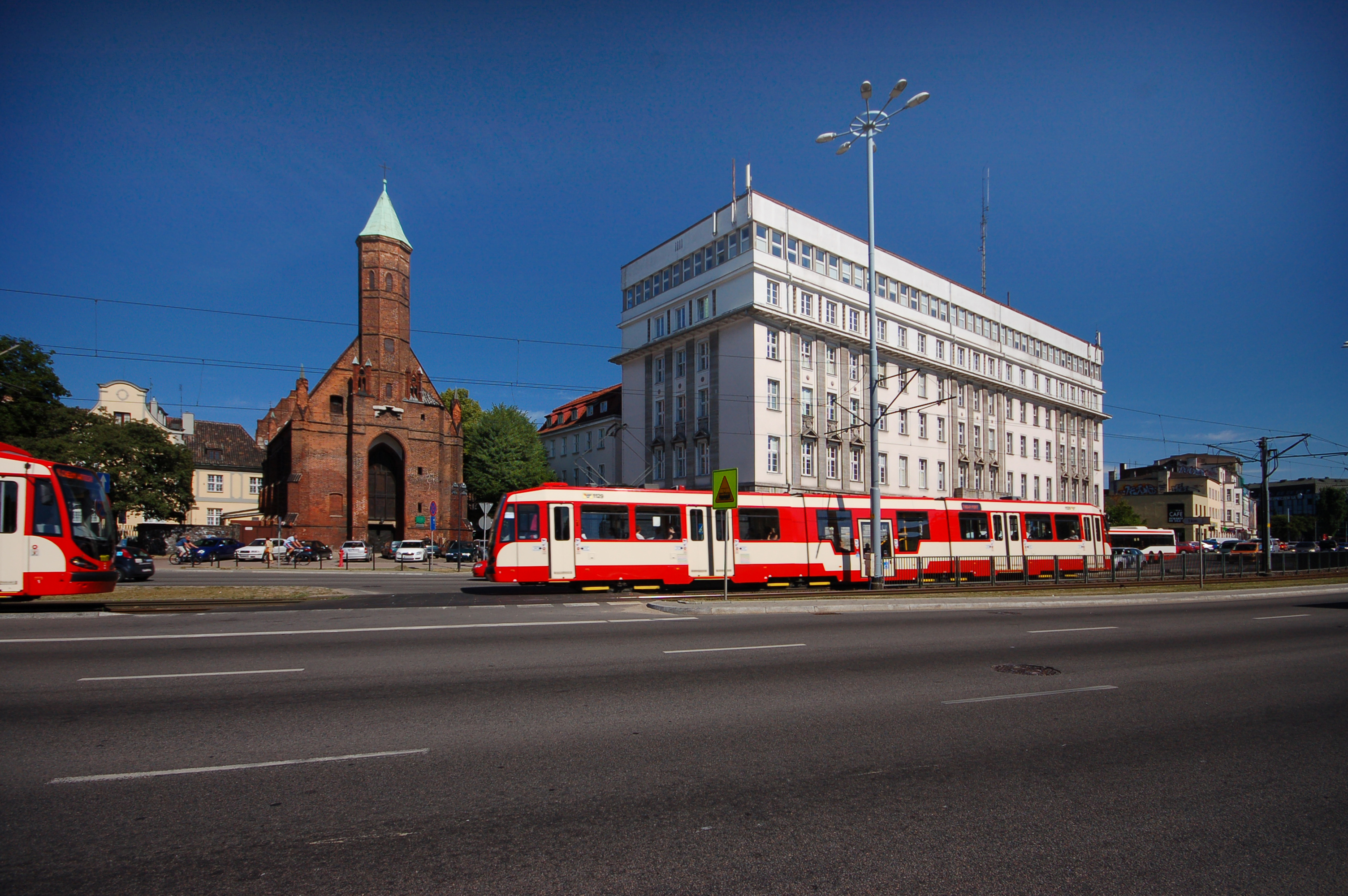
Die Kirche im städtebaulichen Kontext
Kirchenwappen des Spitals
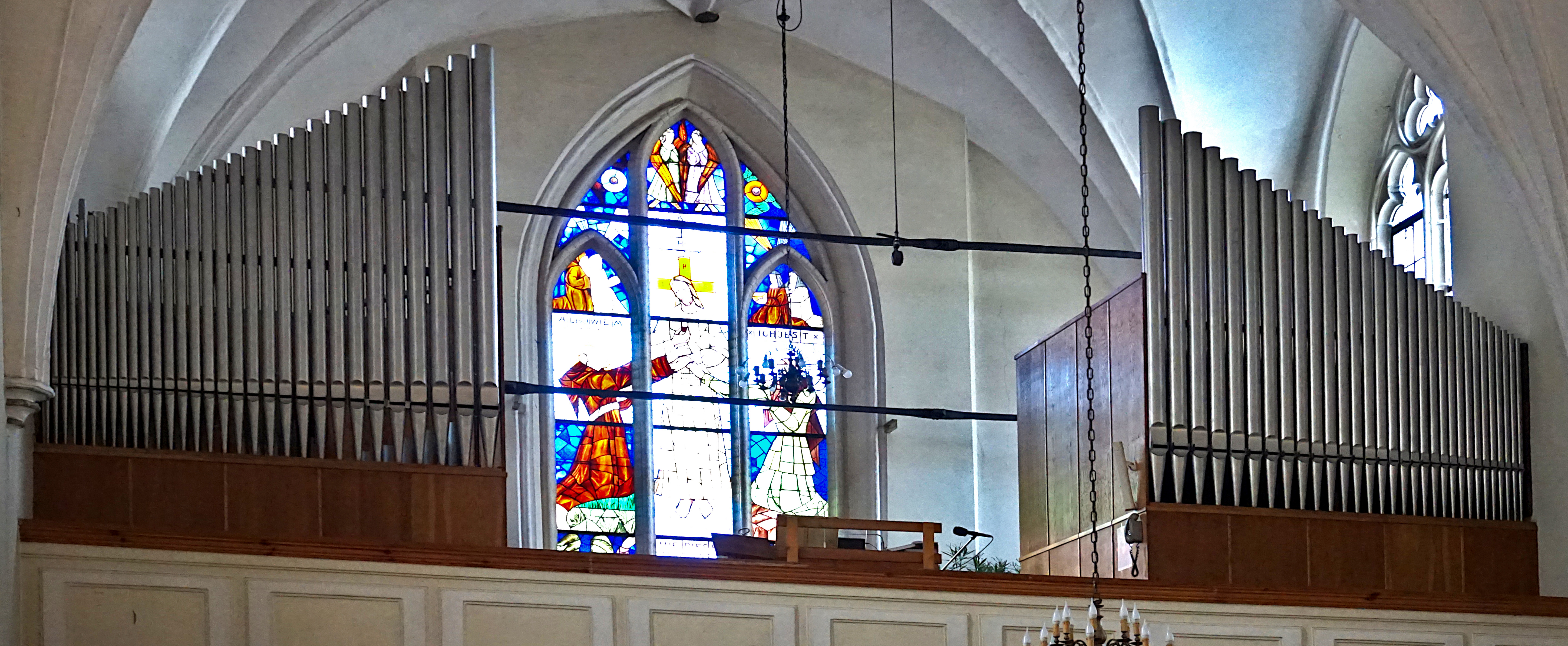
Orgel von Günter Graun